# 麻雀の役一覧
| \| 御注意 \| |
| 本稿では標準的なルールにおいて採用される役を一覧しています。それ以外の役については下記のページをご参照ください。 - 麻雀のローカル役 - ノート:麻雀のローカル役/出典のない役 |
| 御注意 |

麻雀の役一覧（マージャンのやくいちらん）では日本の標準的なルールにおいて採用される麻雀の役を一覧する。役という概念については役を参照のこと。個々の役の詳細はリンク先を参照。

## 主な役
標準的なルールで採用される、所謂「公式役」は以下の通りである。一飜役から役満まで飜別に一覧する。

### 一飜
| 役名            | 読み仮名                      | 略称       | 条件と食い下がり | 別名・俗称・備考など |
| --------------- | ----------------------------- | ---------- | ---------------- | --- |
| 立直            | リーチ                        |            | 門前のみ         | メンタンピンなどのメンは門前、立直を意味する。 |
| 一発            | イッパツ                      |            | リーチ時のみ     | 俗称として「即」とも。競技麻雀では採用されない場合がある。 |
| 門前清自摸和    | メンゼンチンツモホウ          | ツモ       | 門前のみ         | 鳴き（チー・ポン・明槓）をせずにツモ和了すること。 |
| 断么九          | タンヤオチュー                | タンヤオ   |                  | 副露した断么(喰いタン)を認めないルールもある。 |
| 平和            | ピンフ                        |            | 門前のみ         | 完先ルールなど地方によっては自摸和了した場合に平和が消えるルールもある。 |
| 一盃口          | イーペーコー                  | イーペー   | 門前のみ         | かつては「一色二順」「一色同順」とも。 |
| 役牌 飜牌・翻牌 | ヤクハイ ファンパイ、ハンパイ |            |                  | 1面子につき1飜つく。なお、ダブ東など自風と場風が重なっている連風牌の場合は、1面子で2飜となる。 |
| 嶺上開花        | リンシャンカイホウ            | リンシャン |                  | カンしたときの補充牌であがる。完先ルールや振聴である場合を除けば、ほかに役がなくてもあがることができる偶然役のひとつ。                                                                                           |
| 搶槓            | チャンカン                    |            |                  | 他家が加槓（小明槓）した牌であがる。自分の捨牌での槍槓はできない。完先ルールや振聴である場合を除けば、ほかに役がなくてもあがることができる偶然役のひとつ。                                                       |
| 海底摸月        | ハイテイモーユエ              | ハイテイ   |                  | 海底撈月（ハイテイラオユエ）とも。後述の「河底撈魚」を「ハイテイロン」と呼ぶ場合、「ハイテイツモ」と呼ばれる場合もある。完先ルールや振聴である場合を除けば、ほかに役がなくてもあがることができる偶然役のひとつ。 |
| 河底撈魚        | ホーテイラオユイ              | ホウテイ   |                  | 海底と河底は別々の役だが、両方とも「ハイテイ」と俗称される傾向にある。区別のため「ハイテイロン」とも。}完先ルールや振聴である場合を除けば、ほかに役がなくてもあがることができる偶然役のひとつ。                  |

### 二飜
| 役名       | 読み仮名                   | 略称         | 条件と食い下がり | 別名・俗称・備考など |
| ---------- | -------------------------- | ------------ | ---------------- | --- |
| 三色同順   | サンショクドウジュン       | サンショク   | 食い下がり一飜   | |
| 一気通貫   | イッキツウカン             | イッツー     | 食い下がり一飜   | |
| 混全帯么九 | ホンチャンタイヤオチュー   | チャンタ     | 食い下がり一飜   | 頭に「混」の付かない「全帯么九」という役名になっていることもある。                                                                                       |
| 七対子     | チートイツ                 | チートイ     | 門前のみ         | 現在は25符二飜だが、古いルールでは50符一飜とすることもある（単独では得点は同じ）。俗称として「ニコニコ」とも。                                           |
| 対々和     | トイトイホー               | トイトイ     |                  | |
| 三暗刻     | サンアンコー               | サンアン     |                  | 暗刻を3つ揃えた時に与えられる役。 |
| 混老頭     | ホンロウトー、ホンラオトー | ホンロー     |                  | 必ず対々和または七対子と複合するため最低四翻はつく。混全帯么九とは複合しない。ルールによっては三飜としたり、門前三飜の副露二飜とする場合もある。         |
| 三色同刻   | サンショクドーコー         | サンドーコー |                  | 三色同碰（サンショクドウポン）、サンドウポンと俗称されることもある。稀に三飜とするルールもある。単にサンショクと言った場合はこれではなく三色同順を指す。 |
| 三槓子     | サンカンツ                 |              |                  | 滅多にできない役であり、その難易度は役満とほぼ同等ともいわれる。                                                                                         |
| 小三元     | ショウサンゲン             | ショウサン   |                  | 必ず役牌2組が含まれるため最低四飜はつく。 |
| ダブル立直 | ダブルリーチ               | ダブリー     | 門前のみ         | 立直とは複合しない。 |

### 三飜
| 役名       | 読み仮名                   | 略称         | 条件と食い下がり | 別名・俗称・備考など |
| ---------- | -------------------------- | ------------ | ---------------- | --- |
| 混一色     | ホンイーソー               | ホンイツ     | 食い下がり二飜   | 以前はホンイチと略されることもあったが、現在はホンイツでほぼ統一されつつある。門前の場合はメンホンまたはタテホン（一つも食ってないために牌がすべて立っていることから）と呼ばれる。 |
| 純全帯么九 | ジュンチャンタイヤオチュー | ジュンチャン | 食い下がり二飜   | 混全帯么九とは複合しない。 |
| 二盃口     | リャンペーコー             | リャンペー   | 門前のみ         | 同一牌の4枚使いがなければあがりの形は七対子と同じだが、高い点数の二盃口のみが適用される。一盃口とは複合しない。                                                                    |

### 六飜
| 役名   | 読み仮名     | 略称     | 条件と食い下がり | 別名・俗称・備考など |
| ------ | ------------ | -------- | ---------------- | --- |
| 清一色 | チンイーソー | チンイツ | 食い下がり五飜   | 以前はチンイチと略されることもあったが、現在はチンイツでほぼ統一されつつある。門前の場合はメンチンと呼ばれる。混一色とは複合しない。 |

### 役満
役満は役満未満の役とは複合しない。ダブル役満以上が認められている場合は役満同士なら複合することもある。
ダブル役満とする場合のある役に関しては、まれにダブル役満ではなく大役満と扱う場合もある。大役満は役満の1.5倍の得点で、六倍満に相当する。
| 役名     | 読み仮名                                | 略称       | 条件と食い下がり   | 別名・俗称・備考など |
| -------- | --------------------------------------- | ---------- | ------------------ | --- |
| 国士無双 | コクシムソウ                            | コクシ     | 門前のみ           | 古くは十三么九（シーサンヤオチュー）とも。十三面待ちをダブル役満とする場合も多い。現在は比較的あがり易い役満とされているが、当初は一巡目限定、手作りが認められても13面待ちに限るなど、かなりあがりづらい役満だった。 |
| 四暗刻   | スーアンコー                            | スーアン   | 門前のみ           | 略されて「スーアン」と俗称されることもある。単騎待ちをダブル役満とする場合もあり、その場合は「スッタン」と俗称されることもある。比較的あがり易い役満の一つ。                                                         |
| 大三元   | ダイサンゲン                            |            |                    | 比較的あがり易い役満の一つ。責任払い対象役。 |
| 字一色   | ツーイーソー                            |            |                    | 七対子形の場合を「大七星」あるいは「七福星」と呼びダブル役満とするルールもある。 |
| 小四喜   | ショウスーシー                          |            |                    | 小四喜と大四喜を総称して四喜和（スーシーホウ）と言う。大四喜は責任払い対象役で、ダブル役満とするルールもある。 |
| 大四喜   | ダイスーシー、 タースーシー             |            |                    | 小四喜と大四喜を総称して四喜和（スーシーホウ）と言う。大四喜は責任払い対象役で、ダブル役満とするルールもある。 |
| 緑一色   | リューイーソー                          |            |                    | 「全緑和」、「オール・グリーン」とも呼ばれていた。「發なし緑一色」を認めないルールもある。比較的あがりづらい役満のひとつ。                                                                                           |
| 清老頭   | チンロートー                            | チンロー   |                    | 読みはチンラオトウとも。比較的あがりづらい役満のひとつ。純チャンや混老頭の手替りで発生することも。 |
| 四槓子   | スーカンツ                              |            |                    | 責任払いの対象となることもある役。偶発役を除いて最もあがりづらい役満とされる。ダブル役満とするルールもある。 |
| 九蓮宝燈 | チューレンポウトー、 チューレンパオトウ | チューレン | 門前のみ           | 九面待ちの九蓮宝燈を純正九蓮宝燈としてダブル役満とすることもある。最もあがりづらい役満のひとつであり、あがった者は死ぬという迷信も存在した。                                                                         |
| 天和     | テンホウ                                |            | 配牌時のみ、親限定 | 最もあがりづらい偶発役。出る確率はおよそ33万分の1といわれている。 |
| 地和     | チーホウ                                |            | 門前のみ、子限定   | 偶発役。極めてあがりづらい役満の一つ。先に他家のポン、チー、カンが入った場合成立しない。 |

## 特殊役
| 役名     | 読み仮名       | 略称   | 条件と食い下がり | 別名・俗称・備考など |
| -------- | -------------- | ------ | ---------------- | --- |
| 流し満貫 | ナガシマンガン | ナガシ |                  | その名の通り満貫とするのが一般的だが、まれに倍満もしくは三倍満とする場合もある。三人打ちの場合は役満とすることも多い。逆に三人打ち・四人打ちに関わらず採用しない場合もある。 |

## 扱いが分かれる役
| 役名 | 読み仮名 | 略称 | 条件と食い下がり | 別名・俗称・備考など |
| ---- | -------- | ---- | ---------------- | --- |
| 人和 | レンホウ |      | 門前のみ         | 多くのプロ団体は人和を正規の役として認めていないが、一部の団体では採用されている他、フリー雀荘やオンライン麻雀でも採用されている場合が多い。ただし人和ありの場合でも、役満とするルール・倍満とするルール・跳満とするルール・満貫とするルールなど、場所によって値段の取り決めに差がある。市販の各種ルールブックにおいても編者・監修者によって扱いが異なっている。 |

## 主なローカル役
上記の役のほか、地方ルールや古役、中国麻雀・台湾麻雀に由来する役など、日本の標準的なルールでは認められていない役が存在する。以下に挙げる4つは一定数のユーザーを獲得しているオンライン麻雀で採用されており、代表的なローカル役と言える。
| 役名   | 読み仮名       | 得点 | 条件と食い下がり | 別名・俗称・備考など                                                                                   |
| ------ | -------------- | ---- | ---------------- | --- |
| 三連刻 | サンレンコー   | 二飜 |                  | 連刻役や車輪役はフリー雀荘などではほとんど採用されないが、オンライン麻雀では採用されていることがある。 |
| 四連刻 | スーレンコー   | 役満 |                  | 連刻役や車輪役はフリー雀荘などではほとんど採用されないが、オンライン麻雀では採用されていることがある。 |
| 大車輪 | ダイシャリン   | 役満 | 門前のみ         | 連刻役や車輪役はフリー雀荘などではほとんど採用されないが、オンライン麻雀では採用されていることがある。 |
| 八連荘 | パーレンチャン | 役満 |                  | 定義に揺れが見られるものの、上の3つと同じくオンライン麻雀で採用されていることがある。                  |

その他のローカル役、すなわち現在はどこのルールでもほとんど採用されないローカル役については別項目麻雀のローカル役を参照のこと。

## 役の複合
複数の役の条件を同時に満たすことを役の複合と言い、複合した役の飜数はすべて加算される。詳細は麻雀の役の複合を参照。
（例）    アガリ 
門前でこの形をあがった場合、まず断么九・平和・三色同順が同時に成立している。自摸和了の場合はさらに門前清自摸和がつき、立直をかけていればこれも加わる。他に一発や各種ドラが乗った場合、それらも全て加算されかなりの高得点のあがりとなる。この手のように、断么九と平和をベースにリーチを目指す手作りは、難易度がそれほど高くないにもかかわらず高得点に繋がることから、麻雀の中心戦略とされている。上の牌姿のように、三色同順まで複合させることができれば上出来と言える。